# Eunha
Đây là một tên người Triều Tiên, họ là Jung.
Jung Eun-bi (tiếng Hàn: 정은비; sinh ngày 30 tháng 5 năm 1997), thường được biết đến với nghệ danh Eunha (tiếng Triều Tiên: 은하), là một nữ ca sĩ và diễn viên người Hàn Quốc. Cô là thành viên của nhóm nhạc nữ GFriend và đồng thời là thành viên của nhóm nhạc nữ Viviz.

## Tiểu sử
Eunha sinh ngày 30 tháng 5 năm 1997 tại Geumcheon-gu, Seoul, Hàn Quốc. Cô là con út trong một gia đình có 3 anh chị em. Cô từng là một diễn viên nhí và thể hiện một vai diễn nhỏ trong bộ phim truyền hình The Clinic for Married Couples: Love and War năm 2007 của KBS. Khi lên 7 tuổi, cô được chẩn đoán mắc bệnh hội chứng mô bào (LCH). Sau đó, cô tiếp tục điều trị căn bệnh này và được yêu cầu phải xét nghiệm máu thường xuyên cho đến khi cô học lớp 6 ở trường tiểu học. Sau cùng, bệnh được chữa trị thành công và bác sĩ khẳng định rằng tình trạng bệnh của cô sẽ không có khả năng tái phát.
Khi còn nhỏ, sở thích của cô là viết thơ và nhận được một số giải thưởng cho các tác phẩm của mình. Cô cũng đạt được nhiều thành tích nổi bật trong việc học tập ở trường trung học và được xếp hạng 15 toàn trường. Sau khi trở thành thực tập sinh vào năm 2014, cô chuyển đến Trường Trung học Biểu diễn Nghệ thuật Seoul và tốt nghiệp vào ngày 4 tháng 2 năm 2016.

## Sự nghiệp

### 2015–2021: Ra mắt với GFriend
Tháng 1 năm 2015, Eunha chính thức ra mắt với tư cách là thành viên của GFriend với mini album đầu tay Season of Glass. Cô góp giọng trong đĩa đơn "Han River at Night" của Pro C được phát hành vào ngày 21 tháng 10 năm 2015. Bài hát solo đầu tiên của Eunha là bài hát "Don't Come to Farewell", nhạc phim cho bộ phim truyền hình Lục long tranh bá của SBS được phát hành vào ngày 7 tháng 3 năm 2016.
Cô đóng một vai nhỏ trong bộ phim truyền hình trực tuyến Oh My God! Tip của MBC MBig TV, cùng với Park Kyung của Block B. Sau đó, Eunha hợp tác với Park Kyung cho đĩa đơn "Inferiority Complex" được phát hành ngày 25 tháng 5 năm 2016.
Bài hát solo thứ hai của cô là bài hát "Love-ing", nhạc phim cho bộ phim truyền hình Nhiệt độ tình yêu của SBS được phát hành vào ngày 2 tháng 10 năm 2017.

### 2021–nay: Ra mắt với Viviz
Ngày 6 tháng 10 năm 2021, Eunha cùng với SinB và Umji — các thành viên của GFriend — ký hợp đồng với BPM Entertainment và thông báo ra mắt với tư cách là một nhóm nhạc nữ bao gồm 3 thành viên. Ngày 8 tháng 10, tên của nhóm được công bố là Viviz. Nhóm ra mắt vào ngày 9 tháng 2 năm 2022 với mini album đầu tay Beam of Prism.

## Danh sách đĩa nhạc

### Đĩa đơn
| Tên                                                                                                 | Năm                   | Vị trí cao nhất       | Doanh số              | Album                        |
| Tên                                                                                                 | Năm                   | KOR                   | Doanh số              | Album                        |
| Tên                                                                                                 | Năm                   | Gaon                  | Doanh số              | Album                        |
| Như nghệ sĩ góp giọng                                                                               | Như nghệ sĩ góp giọng | Như nghệ sĩ góp giọng | Như nghệ sĩ góp giọng | Như nghệ sĩ góp giọng        |
| --------------------------------------------------------------------------------------------------- | --------------------- | --------------------- | --------------------- | ---------------------------- |
| "Han River at Night" (밤에 본 한강) (Pro C hợp tác với Eunha)                                       | 2015                  | —                     | —                     | Đĩa đơn không có trong album |
| "Inferiority Complex" (자격지심) (Park Kyung hợp tác với Eunha)                                     | 2016                  | 3                     | - KOR: 888,848        | Notebook                     |
| "Chemistry" (케미) (MC Mong hợp tác với Eunha)                                                      | 2016                  | 28                    | - KOR: 40,317+        | U.F.O (Utter Force On)       |
| Hợp tác                                                                                             |                       |                       |                       |                              |
| "Firefly" (Hwang Chi Yeul và Eunha)                                                                 | 2016                  | 88                    | - KOR: 33,107+        | Fall in, girl Vol. 1         |
| "Taxi" (Sunny Girls (Eunha, YooA, Cheng Xiao, Nayoung và Nancy)                                     | 2016                  | —                     | —                     | Inkigayo Music Crush Part 2  |
| "Hold Your Hand" (왼손 오른손) (Chunji và Eunha)                                                    | 2017                  | —                     | —                     | Đĩa đơn không có trong album |
| "Blossom" (Ravi và Eunha)                                                                           | 2019                  | —                     | —                     | Đĩa đơn không có trong album |
| "—" biểu thị cho bản phát hành không có trong bảng xếp hạng hoặc không được phát hành ở khu vực đó. |                       |                       |                       |                              |

### Nhạc phim
| Tên                                                                                                 | Năm  | Vị trí cao nhất | Doanh số       | Album                            |
| Tên                                                                                                 | Năm  | KOR             | Doanh số       | Album                            |
| Tên                                                                                                 | Năm  | Gaon            | Doanh số       | Album                            |
| --------------------------------------------------------------------------------------------------- | ---- | --------------- | -------------- | -------------------------------- |
| "Don't Come to Farewell" (이별로 오지마)                                                            | 2016 | 98              | - KOR: 14,007+ | Six Flying Dragons OST Part 7    |
| "Love-ing" (사랑 ing)                                                                               | 2017 | 82              | - KOR: 25,699+ | Temperature of Love OST Part 2   |
| "You Look Nice Today" (오늘따라 예쁘다) (hợp tác với Yoon Ddan Ddan)                                | 2017 | —               | —              | The Package OST Part 5           |
| "Hope" (희망)                                                                                       | 2017 | —               | —              | Grand Chase for Kakao OST        |
| "So In Love"                                                                                        | 2018 | —               | —              | Lovely Horribly OST Part 4       |
| "Tell me" (말해줘요)                                                                                | 2019 | —               | —              | The Crowned Clown OST Part 3     |
| "Mr. Stranger" (hợp tác với Kisum)                                                                  | 2019 | —               | —              | My Absolute Boyfriend OST Part 3 |
| "BUDDY! Birdie!"                                                                                    | 2021 | —               | —              | Birdie Crush OST                 |
| "Pit-A-Pat" (설레)                                                                                  | 2021 | —               | —              | She Would Never Know OST         |
| "At The End Of Time" (시간의 끝에서)                                                                | 2021 | —               | —              | The Stairway Of Time OST Part 1  |
| "—" biểu thị cho bản phát hành không có trong bảng xếp hạng hoặc không được phát hành ở khu vực đó. |      |                 |                |                                  |

### Sáng tác
Tất cả các thông tin của bài hát đều được trích từ cơ sở dữ liệu của Hiệp hội Bản quyền Âm nhạc Hàn Quốc.
| Tên           | Năm  | Album                 | Nghệ sĩ | Soạn nhạc | Sáng tác |
| ------------- | ---- | --------------------- | ------- | --------- | -------- |
| "Hope"        | 2019 | Fever Season          | GFriend | No        | Yes      |
| "Apple"       | 2020 | 回:Song of the Sirens | GFriend | Yes       | Yes      |
| "Tarot Cards" | 2020 | 回:Song of the Sirens | GFriend | Yes       | Yes      |
| "Mago"        | 2020 | 回:Walpurgis Night    | GFriend | Yes       | Yes      |
| "Night Drive" | 2020 | 回:Walpurgis Night    | GFriend | Yes       | Yes      |

## Danh sách phim

### Phim truyền hình
| Năm  | Tên                                          | Kênh | Vai         | Ghi chú                    | Nguồn             |
| ---- | -------------------------------------------- | ---- | ----------- | -------------------------- | ----------------- |
| 2007 | The Clinic for Married Couples: Love and War | KBS2 | Im Su-young | với tư cách là Jung Eun-bi | [ cần dẫn nguồn ] |

### Chương trình truyền hình trực tuyến
| Năm  | Tên            | Kênh        | Vai      | Nguồn  |
| ---- | -------------- | ----------- | -------- | ------ |
| 2016 | Oh My God! Tip | MBC MBig TV | Bản thân | [ 24 ] |

### Đoạn giới thiệu và phim ngắn
| Năm  | Tên                                           | Thời lượng | Đạo diễn        | Nguồn  |
| ---- | --------------------------------------------- | ---------- | --------------- | ------ |
| 2020 | "A Tale of the Glass Bead : Butterfly Effect" | 2:23       | Guzza (Lumpens) | [ 25 ] |

## Giải thưởng và đề cử
| Giải thưởng             | Năm  | Hạng mục                  | Đề cử                 | Kết quả | Nguồn  |
| ----------------------- | ---- | ------------------------- | --------------------- | ------- | ------ |
| Golden Disc Awards      | 2017 | Bonsang kỹ thuật số       | "Inferiority Complex" | Đề cử   | [ 26 ] |
| Melon Music Awards      | 2016 | Rap/Hip Hop xuất sắc nhất | "Inferiority Complex" | Đề cử   | [ 27 ] |
| Mnet Asian Music Awards | 2016 | Hợp tác xuất sắc nhất     | "Inferiority Complex" | Đề cử   | [ 28 ] |
| Mnet Asian Music Awards | 2016 | Bài hát của năm           | "Inferiority Complex" | Đề cử   | [ 28 ] |